# Rättfärdighetens och Harmonins knytnävar

Sällskapets flagga

Rättfärdighetens och Harmonins knytnävar, alternativt Den Endräktiga nävens förbund (义和团, Yìhéquán), var ett hemligt ordenssällskap som uppstod i Shandongprovinsen i nordöstra Kina i slutet av 1800-talet som ledde Boxarupproret år 1900.
Sällskapet var ett i raden av shamanistiska och kiliastiska bonderörelser under den kinesiska kejsareran, vars anhängare ansåg sig kunna bli besatta av andemakter, med vars hjälp de erhöll övernaturliga förmågor och osårbarhet.